# WAH-64 アパッチ
WAH-64 アパッチ
- 用途：対戦車・対地攻撃
- 分類：攻撃ヘリコプター
- 製造者：アグスタウェストランド（ライセンス生産）
- 運用者： イギリス（イギリス陸軍）
- 初飛行：2000年7月18日
- 生産数：67機
- 生産開始：1998年
- 運用開始：2001年1月
- 運用状況：現役
- 原型機：AH-64D

WAH-64 アパッチ（WAH-64 Apache）は、マクドネル・ダグラス社（現ボーイング）が開発したAH-64D アパッチ・ロングボウを、アグスタウェストランドがイギリス陸軍向けにライセンス生産した攻撃ヘリコプター。最初の8機はボーイングによる製造である。
イギリスでの名称は、採用時はWAH-64の通称であったが、制式化後は、イギリス最初の純粋な攻撃ヘリコプターとして、イギリス国防省によって指定されたApache AH Mk 1もしくはAH.1で呼ばれている。

## 経緯
イギリス軍は1990年代初頭、新型の純粋な攻撃ヘリコプターを必要としていた。125の開発計画があった後、1993年2月に、最終選定時に以下の機体が選ばれた。
- ブリティッシュ・エアロスペース/ユーロコプター - ティーガー
- GEC/ベル・ヘリコプター - AH-1W スーパーコブラ
- ウエストランド/マクドネル・ダグラス - AH-64D アパッチ・ロングボウ
- ボーイング/シコルスキー・エアクラフト - RAH-66 コマンチ
- アグスタ - A129 マングスタ

選定の結果、1995年7月にAH-64Dが採用され、イギリス陸軍向けの改造型が新たに開発された。翌年1996年にはAH-64Dの67機の製造契約が結ばれた。
1999年3月には初期製造分であるボーイング製のWAH-64がイギリスに到着した（マクドネル・ダグラスは1997年にボーイングに吸収される形で合併している）。ウェストランド製の最初のWAH-64は2000年7月に調達されている。最終機である67番目のWAH-64は、2004年7月に引き渡された。
結果的にAH-64Dをベースとして、後述する独自仕様が多く追加されたが、1機あたりの調達単価は約60億円に抑えられている。

## 機体
基本的な機体構成は、原型機であるAH-64Dと同じである。イギリスはこれに加え、イギリス海軍が運用するヘリコプター揚陸艦「オーシャン」とアルビオン級揚陸艦「ブルワーク」を拠点として活動できる、水陸両用の運用能力を求めた。海上での運用証明は2005年12月に「オーシャン」で達成しており、WAH-64は今後イギリス海軍でも活動できるようになる。
他には以下のような変更点がある。

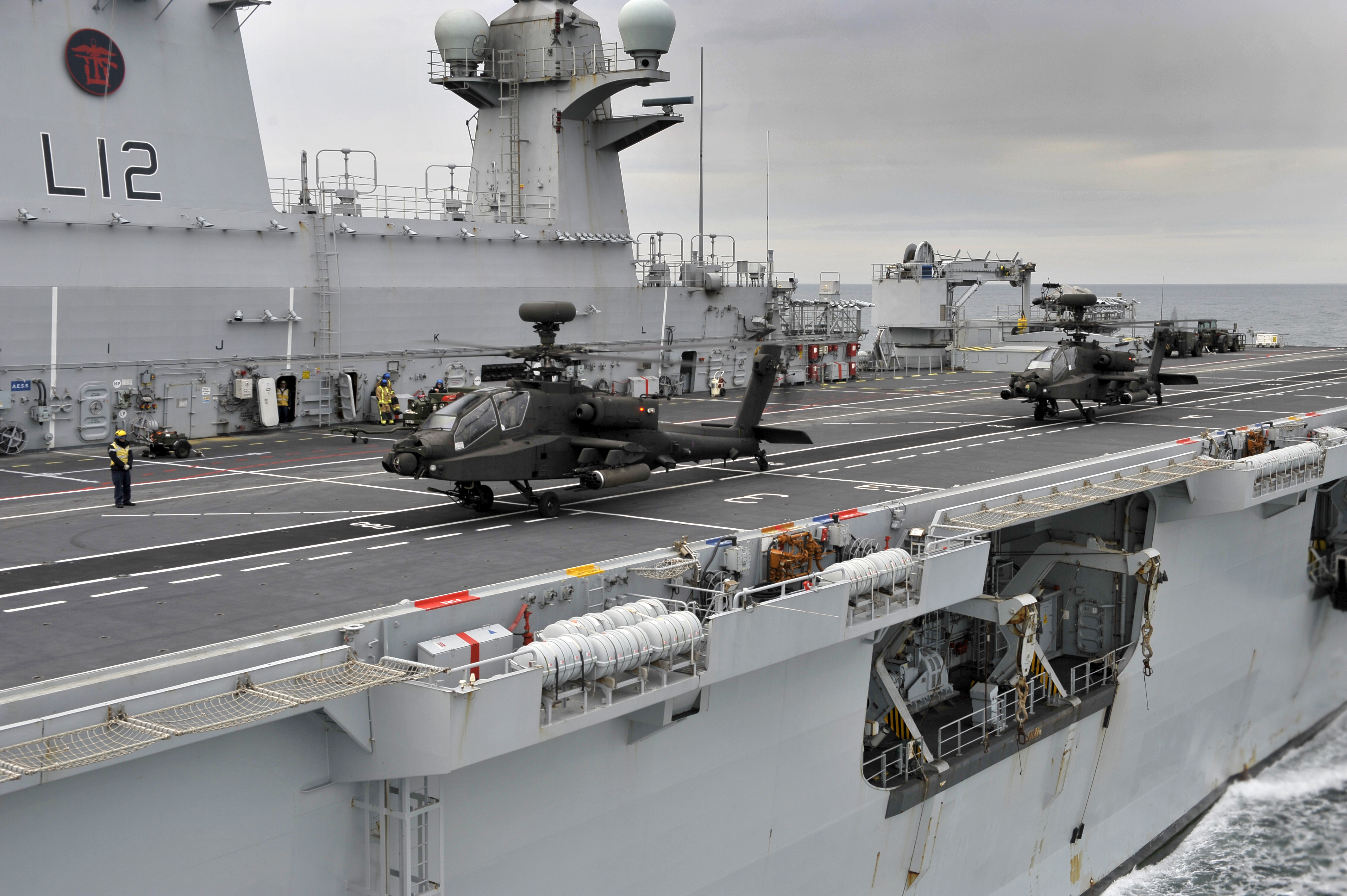
「オーシャン」艦上のWAH-64

- エンジンをロールスロイス/チュルボメカRTM332ターボシャフトエンジン×2基（出力1,566kW）に変更。これは、従来AH-64に装備されていたGE製T700よりも出力が25%ほど高い。
- エンジンとローター・ブレード部分に防氷機能を追加。
- イギリス独自開発のヘリコプター用統合型防御支援システムを装備。
- CRV770mm対地攻撃ロケット弾の運用能力を追加。
- 目視での攻撃目標指定訓練で使用できる、安全なトレーニングレーザーの装備。
- イギリス軍の新しい戦術無線網であるボウマン戦術無線通信システムへの対応。

また、イギリス陸軍ではWAH-64に空対空装備としてショーツ・ミサイル・システムズ（SMS）社（現:タレス・エア・ディフェンス社）が開発したスターストリークを、4発携行できる能力を追加する予定である。射程は6kmで、攻撃目標は本体によって誘導される。ただし、まだ実用化されていない。
なお、アフガニスタンにおけるイギリス海兵隊伍長の救出およびタリバーンの拠点を掃討する際など、このWAH-64を用いて捜索救難任務などに就いているが、その際武装装備用のスタブウィングにイギリス陸軍兵を載せてそのまま飛行するという荒業を行った実績がある。

## 運用
WAH-64は、アフガニスタンでのタリバーン掃討作戦やリビア内戦での軍事介入に投入された。アフガニスタンでは、極秘で軍務についていたヘンリー王子（当時）も搭乗した。
2015年には、寿命延長のためにWAH-64をAH-64E型相当に更新することが決定され、2016年7月に英政府と米政府の間で50機のWAH-64を対外有償軍事援助（FMS）で改修する契約が締結された。主な改修は以下のとおりである。
- エンジンを原型のT700-GE-701に換装。
- ローター・ブレードの複合材に換装して軽量性・耐久性を向上。
- ロングボウ・レーダーに水上目標探知能力を付与し、捜索距離を拡大。
- リンク16を搭載して、無人機管制能力を追加するなどネットワーク化を向上。
- ブリムストーン対戦車ミサイルの運用能力を付加。

2019年夏には、最初に改修された機体がレッドストーン陸軍飛行場で試験が行われ、16機のWAH-64がアリゾナ州メサにあるボーイングの施設に納入された。改修が終わった最初の2機は、イギリス空軍のC-17輸送機によって2020年11月24日にメサからブライズ・ノートン空軍基地に空輸された。50機の改修は2025年3月までに行われる予定だが、改修されない機体は2024年までに退役する予定である。